# AZ 알크마르
AZ는 네덜란드 에레디비시의 축구팀으로, 1967년 5월 10일에 설립되었다. 연고지는 네덜란드의 노르트홀란트주에 위치한 알크마르이다. 정식 명칭은 AZ이지만, 유럽 대회에서는 AZ 알크마르로 더 잘 알려져 있다. AZ는 알크마르 잔스트레이크(Alkmaar Zaanstreek)의 네덜란드어 약칭이다.
AZ는 1977년부터 2007년까지 유럽 대회에서의 32번의 홈경기 무패 기록을 가지고 있었지만, 2007년 12월 20일에 잉글랜드의 에버턴 FC에 2-3으로 패하면서 기록이 깨지고 말았다.
2006년 여름에 클럽은 홈구장을 이전하여 예전의 8,400여명 규모의 경기장에서 17,000명 수용 규모의 DSB 경기장으로 이전하였다. 2008-09시즌을 우승하면서 1981년 이후 28년 만에 리그 우승을 차지하였다.

## 역대 성적

### 국내 대회
- 에레디비시 : 2
  - 1981, 2009

- 에이르스터 디비시 : 2
  - 1996, 1998

- 트베이더 디비시 : 1
  - 1956

- KNVB컵 : 4
  - 1978, 1981, 1982, 2013

- 요한 크라위프 스할 : 1
  - 2009

### 유럽 대항전
- UEFA컵 준우승 : 1
  - 1980-81

## 선수 명단

### 현역
참고: FIFA 자격 규정에 따라 소속된 국가대표팀 국기를 표시합니다. 선수는 복수의 FIFA 비회원국 국적을 가지고 있을 수 있습니다.
| 번호 | 포지션 | 국적     | 이름                 |
| ---- | ------ | -------- | -------------------- |
| 4    | DF     |          | 브루누 마르팅스 인디 |
| 5    | DF     | 포르투갈 | 알렉상드르 페네트라  |

| 번호 | 포지션 | 국적 | 이름 |
| ---- | ------ | ---- | ---- |

## 역대 감독
| 감독            | 임기        |
| --------------- | ----------- |
| 로날트 쿠만     | 2009        |
| 딕 아드보카트   | 2009 ~ 2010 |
| 딕 아드보카트   | 2013 ~ 2014 |
| 파스칼 얀센     | 2020 ~ 2024 |
| 마르틴 마르텐스 | 2024 ~      |